# Coprinellus flocculosus
Coprinellus flocculosus är en svampart som först beskrevs av Augustin Pyrame de Candolle, och fick sitt nu gällande namn av Vilgalys, Hopple & Jacq. Johnson 2001. Coprinellus flocculosus ingår i släktet Coprinellus och familjen Psathyrellaceae.  Arten är reproducerande i Sverige. Inga underarter finns listade i Catalogue of Life.

## Bildgalleri

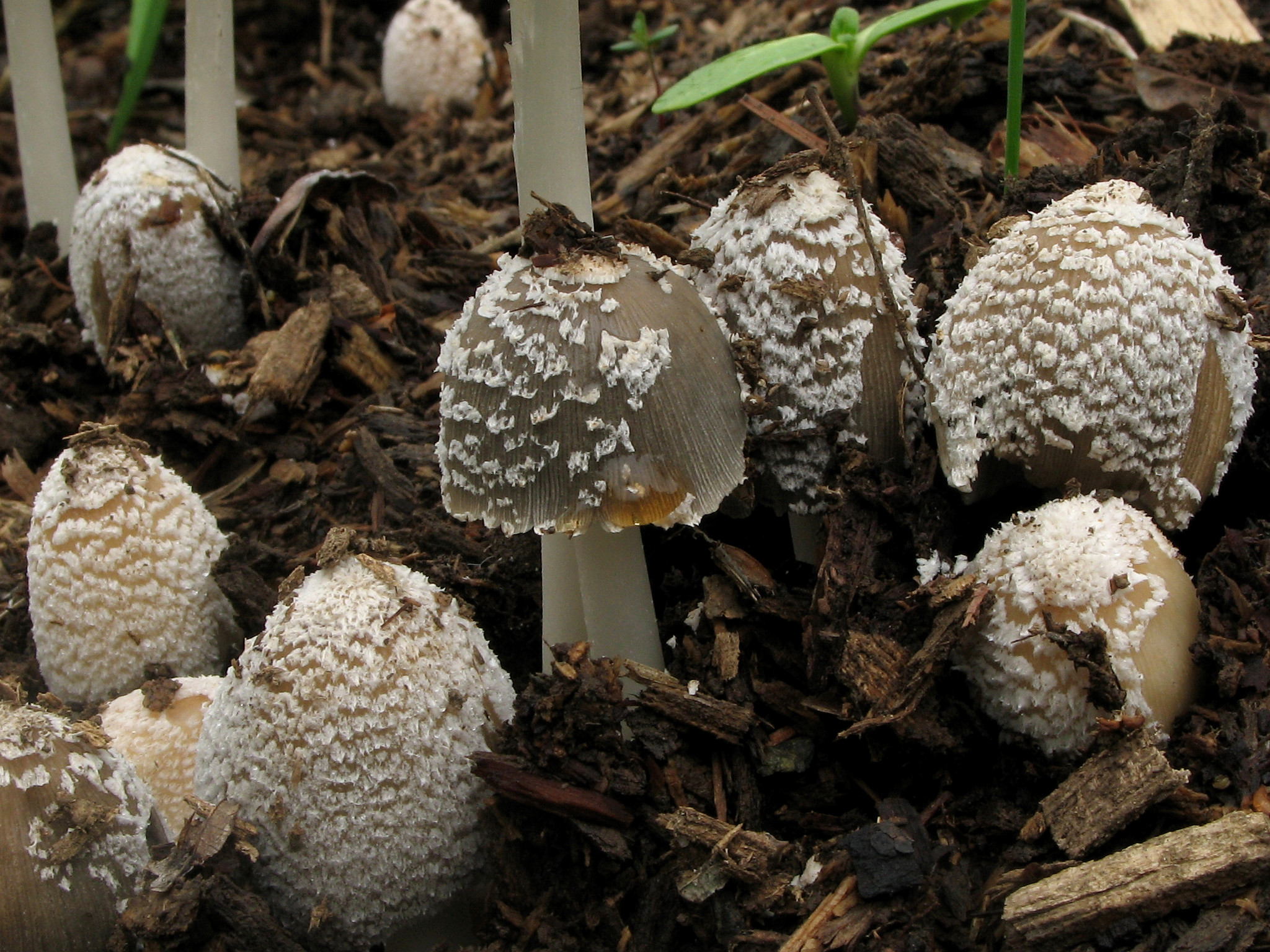